# Fujii Kōichi
Pour les articles homonymes, voir Fujii.
Fujii Kōichi est un nom japonais traditionnel ; le nom de famille (ou le nom d'école), Fujii, précède donc le prénom (ou le nom d'artiste).
Fujii Kōichi (藤井較一) (24 septembre 1858 - 9 juillet 1926) est un amiral de la marine impériale japonaise.

## Biographie
Fils aîné d'un samouraï du domaine d'Okayama (ville d'Okayama depuis le XXe siècle), Fujii Kōichi étudie dans la 7e promotion de l'académie navale impériale du Japon, sortant diplômé 7e sur une classe de trente cadets. L'un de ses camarades de classes est le futur Premier ministre Katō Tomosaburō. Il est nommé sous-lieutenant en novembre 1883 puis promu lieutenant en décembre 1886. Il sert comme sous-officier sur plusieurs navires de la marine, comme la corvette Tsukuba (en), la frégate Fujiyama, le cuirassé à coque en fer Ryūjō (en), la corvette Katsuragi (en), et les croiseurs Takao (en) et Chiyoda. D'avril à juillet 1894, il est attaché militaire en Italie.
Au déclenchement de la première guerre sino-japonaise, Fujii est affecté à l'État-major de la Marine impériale japonaise. Il est finalement transféré peu après sur le front à la tête des canonnières Soko (capturée à la Chine) et Ōshima et de la corvette Musashi (en) sur laquelle il est promu lieutenant-commandant (capitaine de corvette) et nommé commandant en second en février 1895.
Après la guerre, Fujii est envoyé au Royaume-Uni pour superviser la construction du croiseur Takasago, et est promu commandant le 1er décembre 1897. Il rentre au Japon comme commandant en second du nouveau croiseur en août 1898 et est affecté brièvement comme commandant en second du croiseur Saien, avant de recevoir son premier commandement sur la canonnière Chōkai (en) le 1er octobre 1898. Il devient capitaine du croiseur Suma en juin 1899 et est promu au rang de capitaine en septembre de la même année puis est réaffecté sur le croiseur Akitsushima. Cependant, de mai à décembre 1900, il sert dans l'État-major du gouverneur-général de Taïwan, puis est brièvement attaché militaire à Berlin début 1902. Il est réaffecté à l'État-major de la marine de février 1901 à octobre 1903.
Le 15 octobre 1903, Fujii retourne en mer comme capitaine du croiseur Azuma. Il participe à des missions de combat durant la première année de la guerre russo-japonaise, comme la poursuite de l'escadre russe de Vladivostok durant l'incident du Hitachi Maru et la bataille d'Ulsan. Il devient chef d'État-major de la 2e flotte en janvier 1905 et est promu contre-amiral le 2 novembre 1905.
Après la guerre, Fujii sert brièvement comme chef d'État-major du district naval de Yokosuka et de la 1re flotte et comme directeur de l'arsenal naval de Sasebo Il est promu vice-amiral le 1er décembre 1909 et devient vice-chef de l'État-major de la Marine impériale japonaise. En 1913, il est commandant en chef du district naval de Sasebo, puis en 1915, de la 1re flotte et du district naval de Yokosuka. Il est promu amiral le 1er décembre 1916, devenant par la suite conseiller naval. Il entre dans la réserve en 1920.